# SS-GB (série télévisée)
SS-GB est une série télévisée britannique en cinq parties de 52 minutes créée par Len Deighton et diffusée entre le 19 février et le 19 mars 2017 sur BBC One. Il s'agit d'une adaptation du roman éponyme paru en 1978.
En France, elle est diffusée à partir du 7 mai 2018 sur Canalplay. Elle reste inédite dans les autres pays francophones.

## Synopsis
Nous sommes le 14 novembre 1941 et le Royaume-Uni est occupé par les armées nazies. Winston Churchill a été fusillé, le roi George VI est emprisonné à la Tour de Londres et les princesses se sont réfugiées en Nouvelle-Zélande.
Douglas Archer, superintendant à Scotland Yard est appelé pour enquêter sur un crime à Shepherd's Bush. Le lieu du crime regorge de bons d’essence, bouteilles de whisky, café, thé. Bref, tout laisse penser qu’il s’agit d’une affaire de marché noir.
À un détail près, la victime semble avoir eu les yeux comme brûlés. Bien vite il apparaît que le défunt était en fait un savant nucléaire travaillant sur le projet d’une bombe nouvelle capable d’anéantir une ville…

## Fiche technique
- Titre : SS-GB
- Création : Len Deighton
- Réalisation : Philip Kadelbach
- Production : Patrick Schweitzer 
  - Production exécutive :
- Société de production : Sid Gentle Films Ltd
- Pays d'origine :  Royaume-Uni
- Langues originales : anglais

## Distribution
- Sam Riley : Détective Douglas Archer
- Lars Eidinger : Standartenführer Dr Oskar Huth
- Kate Bosworth : Barbara Barga
- James Cosmo : Harry Woods
- Maeve Dermody : Sylvia Manning
- Jason Flemyng : George Mayhew
- Aneurin Barnard : PC Jimmy Dunn
- James Northcote : John Spode
- Kit Connor : Bob Sheenan

## Production et tournage
C'est en novembre 2014 que la BBC confie l'adaptation du roman de Len Deighton à Neal Purvis et Robert Wade. Le tournage a commencé en octobre 2015 pour se terminer en janvier 2016, la série étant présentée au public en mars 2017.
À noter que les deux acteurs qui jouent les personnages d'officiers nazis, Rainer Bock et Lars Eidinger, sont en effet tous deux Allemands. Quant à Sam Riley, qui joue le rôle du superintendant parlant allemand, il est également bilingue vivant à Berlin.

### Épisodes
Les cinq épisodes n'ont pas de titre particulier.

## Différences entre le roman et la série TV
La série télé respecte dans les grandes lignes le tempo et les péripéties du roman.
On notera toutefois, c’est inévitable, des différences entre l’original et l’adaptation.
Certaines sont tout à fait mineures. Ainsi si l’histoire débute en novembre 1941 elle se déroule 9 mois après la fin de guerre dans le roman et 14 mois après la fin de guerre dans la série TV. On peut néanmoins se demander l’intérêt d’un tel changement.
De même le roman laisse entendre que Sylvia Manning est enceinte et qu’elle cherche à avorter ce qui occasionne sa recherche par les forces d’occupation. Dans la série TV cet aspect est gommé ; c’est son comportement de résistante qui lui vaut d’être poursuivie. 
Il y a d’autres différences plus importantes. Même si son rôle dans le roman est fugitif, Danny, le mari de Barbara Barga, a une certaine importance. Il n’existe simplement pas dans la série.
L’aspect patelin et bon vivant du général Kellerman est davantage marqué au début de la série, sans doute pour faire mieux accentuer sa duplicité profonde et sa cruauté sadique par la suite. Dans la même mesure le SS Huth, tout à fait détestable dans les deux versions, aura un comportement chevaleresque davantage marqué à la fin de la série.
Tout ceci ne fait que renforcer que l’ambivalence nécessaire à cette dystopie et voulue par Len Deighton dans son roman. C’est tellement vrai que l’auteur aurait relu l’adaptation sans y changer une virgule.
Parmi les modifications, on constate que Sylvia ne meurt pas de la même manière dans les deux versions, ce qui semble être de peu d’importance finalement. En fait pas tout à fait car en jouant les prolongations télévisuelles, elle participe à l’évasion du roi.
Harry Woods, l’adjoint mais aussi le mentor du héros, Douglas Archer, s’avère être dans le roman un informateur du général Kellerman. Rien de tout cela dans la série.
Dans le roman c’est même l’une des raisons qui sauve indirectement la vie de Douglas. Si Harry trahit c’est pour sauver la vie du fils de Douglas que le général allemand voulait envoyer en Bohème pour des raisons « humanitaires » ; ayant l’oreille de l’occupant il prétend donc que Douglas n’est pour rien dans l’évasion du roi.
Plus significative encore est la volonté des adaptateurs de faire une suite… si la série a du succès, ce qui ne semble pas tout à fait le cas puisque la série a perdu 50 % de téléspectateurs entre le premier et dernier épisode lors de sa diffusion sur BBC One.
Ceci explique pourquoi nous avons droit à une fin ouverte dans la version télé avec des modifications substantielles. Ainsi Barbara Barga, que les adaptateurs définissent comme la "femme fatale" est vivante à la fin de cette saison, alors qu’elle a été assassinée dans le livre.
Mieux encore, alors qu’elle est censée être renvoyée aux États-Unis, elle s’enfuit de l’ambassade américaine, sans qu’on sache où elle va.
Innocenté, tout laisse penser que Douglas Archer va reprendre son poste de superintendant dans le livre. Dans la série, il s’enfuit dans la campagne anglaise sans qu’on sache, là encore, où il se rend.